# Magliano de’ Marsi
Magliano de’ Marsi ist italienische Gemeinde mit 3466 Einwohnern (Stand 31. Dezember 2023) in der Provinz L’Aquila in den Abruzzen.
Der Ort war im Mittelalter neben L’Aquila eines der wichtigsten Handelszentren für Safran. Dieser, als Gewürz wie als Textilfarbe gleichermaßen begehrt, wurde zeitweise teurer als Gold aufgewogen.
Zur Gemeinde Magliano de’ Marsi gehören die Ortsteile Marano und Rosciolo. Umliegende Gemeinden sind Borgorose (RI), L’Aquila, Massa d’Albe, Rocca di Mezzo, Sante Marie, Scurcola Marsicana und Tagliacozzo.

## Kirchen
Die Pfarrkirche Santa Lucia wurde beim Erdbeben von Avezzano 1915 fast vollständig zerstört, der heutige Bau ist eine Rekonstruktion. Allerdings stammt das Portal noch aus dem 15. Jahrhundert. Ungewöhnlich im Vergleich zu den anderen Kirchenfassaden dieser Region ist, dass über der Rose direkt ein Renaissance-Fenster liegt.
Außerhalb des Ortes im Ortsteil Rosciolo dei Marsi liegt die kleine Kirche Santa Maria in Valle Porclaneta aus dem 11. Jahrhundert.

## Söhne und Töchter
- Antonio Santucci (1928–2018), römisch-katholischer Geistlicher, Bischof von Trivento